# غيلبرت جيل
غيلبرت جيل (بالفرنسية: Gilbert Gil)‏ هو ممثل فرنسي، ولد في 7 سبتمبر 1913 في فرنسا، وتوفي بنفس المكان في 25 أغسطس 1988.

## وصلات خارجية
- غيلبرت جيل على موقع IMDb (الإنجليزية)
- غيلبرت جيل على موقع ألو سيني (الفرنسية)
- غيلبرت جيل على موقع أول موفي (الإنجليزية)
- غيلبرت جيل على موقع قاعدة بيانات الأفلام السويدية (السويدية)
- غيلبرت جيل على موقع قاعدة بيانات الفيلم (الإنجليزية)
- غيلبرت جيل على موقع كينوبويسك (الروسية)